# Roland Ulrich
Roland Ulrich (Parnes, 8 de febrero de 1913-Boulogne-Billancourt, 11 de mayo de 1971) fue un deportista francés que compitió en ciclismo en la modalidad de pista. Ganó una medalla de plata en el Campeonato Mundial de Ciclismo en Pista de 1933, en la prueba de velocidad individual.

## Medallero internacional
| Campeonato Mundial | Campeonato Mundial | Campeonato Mundial | Campeonato Mundial       |
| Año                | Lugar              | Medalla            | Competición              |
| ------------------ | ------------------ | ------------------ | ------------------------ |
| 1933               | París (Francia)    | Medalla de plata   | Velocidad individual (A) |